# Matteo Bandello

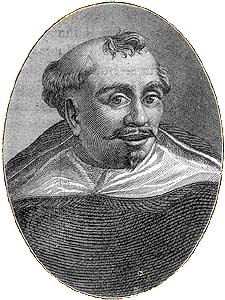
Matteo Bandello

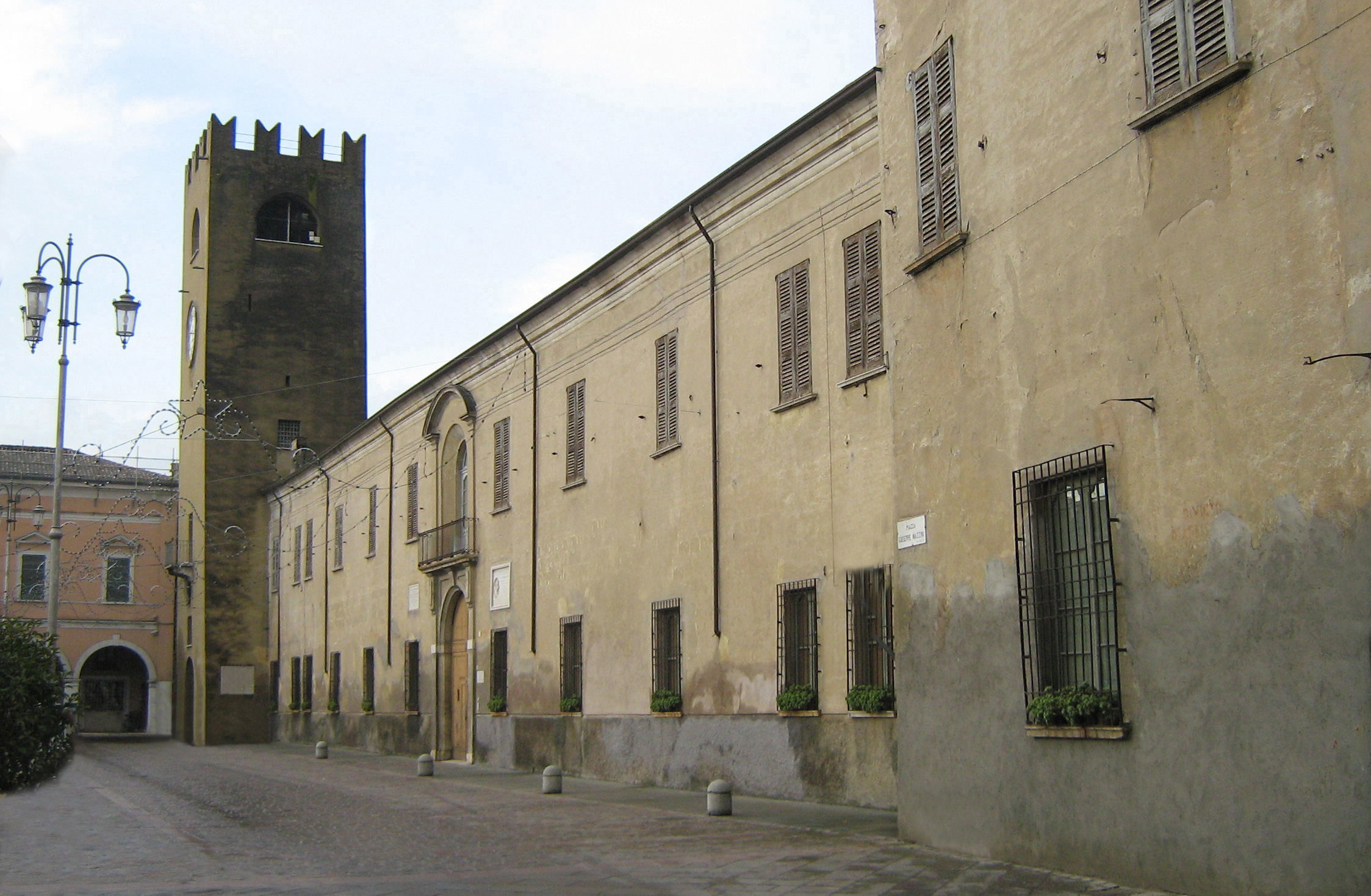
Castel Goffredo, Palazzo Gonzaga-Acerbi

Matteo Bandello (Castelnuovo Scrivia bij Tortona, circa 1480 - 1562) was een Italiaans schrijver, soldaat, monnik en later bisschop die vooral bekend staat om zijn novellen. Zijn verzameling van 214 novellen maakte hem de populairste schrijver van kortverhalen van zijn tijd.

## Biografie
Matteo Bandello werd rond 1480 geboren in Castelnuovo Scrivia bij Tortona, het huidige Piëmont. Hij kreeg een goede opleiding en trad toe tot de kerk, maar scheen niet erg geïnteresseerd in theologie. Hij woonde vele jaren in Mantua en Castel Goffredo en hield toezicht op de opvoeding van de edeldame Lucrezia Gonzaga, die hij vereerde met een lang gedicht.
De beslissende Slag bij Pavia, waarbij de keizer Lombardije veroverde, dwong Bandello te vluchten; zijn huis in Milaan werd in brand gestoken en zijn bezittingen verbeurd verklaard. Hij zocht zijn toevlucht bij Cesare Fregoso, een Italiaanse generaal in Franse dienst, die hij naar Frankrijk begeleidde. Later werd hij tot bisschop van Agen benoemd, een stad waar hij vele jaren verbleef voor zijn dood in 1562. 

## Werk
Bandello schreef verschillende gedichten, maar zijn bekendheid berust geheel op zijn omvangrijke verzameling novelles of verhalen die erg populair waren. Zij behoren tot hetzelfde genre als Boccaccio's Decamerone en Marguerite de Navarre's Heptameron. Bandello's novellen worden beschouwd als de beste, in navolging van de Decamerone, hoewel sommige Italiaanse critici ze omschrijven als slordig en onelegant van stijl. De verhalen waarop William Shakespeare verschillende van zijn toneelstukken baseerde: Veel drukte om niets, Romeo en Julia en Driekoningenavond in het bijzonder, waren van Bandello. Een ander verhaal van hem is The countess of Cellant, een vervorming van Challand, een noordwestelijke streek van Italië.
- Bibsys: 90353160
- Biblioteca Nacional de Chile: 000150373
- Biblioteca Nacional de España: XX1721288
- Bibliothèque nationale de France: cb11930033f (data)
- Catàleg d'autoritats de noms i títols de Catalunya: 981058527796706706
- CiNii: DA01872466
- Gemeinsame Normdatei: 118657011
- International Standard Name Identifier: 0000 0001 2123 594X
- Library of Congress Control Number: n79040022
- MusicBrainz: a1aa6e72-6d96-4749-ab5c-3baa6d5ce899
- Bibliotheek van het Japanse parlement: 00519774
- Nationale Bibliotheek van Tsjechië: jn20001227262
- Nationale bibliotheek van Australië: 35013052
- Nationale Bibliotheek van Israël: 987007258290405171
- Nationale Bibliotheek van Polen: a0000002966165
- Nationale en Universitaire bibliotheek Zagreb: 000730664
- Nederlandse Thesaurus van Auteursnamen: 068441118
- Réseau des bibliothèques de Suisse occidentale: 02-A002965639
- Istituto Centrale per il Catalogo Unico: CFIV100815
- LIBRIS: 176698
- SNAC: w6gj03v4
- Système universitaire de documentation: 027208303
- Trove: 789761
- Virtual International Authority File: 22150523
- WorldCat: E39PBJxx9GygYXHDgFw9PPWCcP